# Black Work
Black Work é uma minissérie britânica de 2015 criada por Matt Charman e dirigida por Michael Samuels. A série, produzida por Mammoth Screen em associação com as produtoras LipSync e Screen Yorkshire é estrelada por Sheridan Smith no papel da policial Jo Gillespie.

## Sinopse
A história acompanha a vida da policial Jo Gillespie (Sheridan Smith) casada com Ryan (Kenny Doughty), um policial que atua infiltrado no mundo do crime. Quando ele é morto, Jo decide se infiltrar no mundo do crime para encontrar o assassino do marido, desobedecendo seus superiores, Will Hepburn (Douglas Henshall) e Carolyn Jarecki (Geraldine James), que desejam entregar o caso a outros policiais que não estejam emocionalmente envolvidos com a vítima.
Logo ela descobre que Ryan estava, nos últimos seis meses de vida, cumprindo a missão de observar um homem recém saído da prisão. No entanto, o departamento de polícia nega ser responsável por esta operação. Perdendo a fé no departamento, ela decide pedir ajuda a um antigo colega e amigo, Jack Clark (Matthew McNulty).

## Elenco
- Sheridan Smith ... P.C. Jo Gillespie
- Matthew McNulty ... D.C Jack Clark
- Andrew Knott ... D.C. Lee Miekel
- Ace Bhatti ... D.C.I. Jahan Kapoor
- Geraldine James ... Chefe de Polícia Carolyn Jarecki
- Douglas Henshall ... D.C.S. Will Hepburn
- Andrew Gower ... D.C. Jared Ansell
- Kenny Doughty ... D.S. Ryan Gillespie

## Recepção
Mike Hale do New York Times escreveu que "vale a pena assistir Black Work por causa de Sheridan Smith, que pode não ser a artista mais bem-sucedida tecnicamente, mas que irradia vulnerabilidade e compaixão. Tudo o mais sobre a série é rotineiro e um pouco cinza, como o cenário. No final, no entanto, Black Work é realmente um programa que nem todo mundo vai gostar, mas de momento a momento a Sra. Smith faz tudo o que pode para torná-lo convincente".